# Bidżar
Bidżar (pers. ‏بیجار‎) – miasto w Iranie, w ostanie Kurdystan. W 2006 roku miasto liczyło 46 156 mieszkańców.